# أفلا مستلات (آيت وافقا)
أفلا مستلات هو دُوَّار يقع بجماعة آيت أوفقا، إقليم تيزنيت، جهة سوس ماسة في المملكة المغربية. ينتمي الدوّار لمشيخة آيت وافقا التي تضم 14 دوار. يقدر عدد سكانه بـ 114 نسمة حسب الإحصاء الرسمي للسكان والسكنى لسنة 2004.

## روابط خارجية
- البوابة الوطنية للجماعات الترابية
- المندوبية السامية للتخطيط